# Machimus floridensis
Machimus floridensis là một loài ruồi trong họ Asilidae. Machimus floridensis được Bromley miêu tả năm 1940. Loài này phân bố ở vùng Tân Bắc giới.